# Miroslav Milinović
Miroslav Milinović (Bosanski Novi, 24. srpnja 1932. – Prelog kod Čakovca, 3. prosinca 1998.) je bh. hrvatski pjesnik, pripovjedač i esejist.  iz Bosanskog Novog. Živio je i umro u Prelogu.
Rođen je 1932. godine.  Najranije djetinjstvo proveo je u Bosanskom Novom.
Za partizanskog napada 7. svibnja 1942. na Bosanski Novi ostao je bez noge. Posije rata obilježavao se kao Dan Jugoslavenskog ratnog zrakoplovstva.
Bio je ministrant u katoličkoj crkvi te je zbog toga morao proći vjerničku obuku u kojoj je pored crkvenog učenja učio gradivo iz crkvene povijesti i latinskog. Zanimao se za rukopise starih knjiga, a njihova je crkva imala nekoliko knjiga pisanih bosančicom i glagoljicom, kojoj je volio pisati. Milinović je bio pravi majstor u tome.
Tog je kobnog dana 1942. bio je u parku nastavi tjelesnog. Park je bio prepun djece. Niotkuda se pojavio zrakoplov koji je bacio tri bombe. Jedna je pogodila kuće, a dvije su pale među razigranu djecu. Iako su ga drugi zvali, Miroslav se od straha ukipio. Jedna je bomba pala vrlo blizu njega. Krhotine eksplodirane bombe i kamenje pogođene gomile teško su mu ozlijedile noge. Srećom, preživio je drugi nalet u kojem je pilot mitraljirao. Ironično je u trećem naletu pomoćnik pilota bacio po usmrćenoj i okrvavljenoj djeci letke u kojima je pisalo o njihovoj pravednoj antifašističkoj borbi. Ubijeno je 21 dijete. Milinovića su prebacili preko Une u selo Matijeviće a potom zrakoplovom u Sisak. Njemački su mu liječnici uspjeli spastiti jednu nogu, a drugu su morali amputirati poviše koljena. U izvješću zapovjedništvu partizanskog operativnog stožera Franje Kluza stajalo je "Nad Bosanski Novi bacili smo tri bombe od kojih je jedna pogodila kuću, a druge dve su pale među vojnička postrojenja. Panika je nastala među vojskom i stanovništvom.", ne spominjući koju su nesreću napravili jer su pobili nedužnu i nevinu djecu.
Miroslav Milinović je završio gimnaziju u Prijedoru 1954. godine. 1960. je na Filozofskom fakultetu u Beogradu diplomirao književnost. Do 1964. godine radio je kao profesor na srednjoj školi (gimnaziji) u Bosanskom Novom, a potom se je odselio u Prelog (Međimurje), gdje je radio kao profesor hrvatskoga jezika do mirovine 1997. godine. Preko 500 radova objavio u periodici. Napisao je više zbirki pjesama. Jedna je u svezi s njegovom tragedijom a nosi naslov Zlatna noga. U književnoj mu se ostavštini čuva još toliko književnih radova i opsežan pjesnički dnevnik za razdoblje od 1954. do 1998. godine. 
Miroslavov brat Ante, svjedok tog događaja, branio je istinu, no zbog toga je skoro ubijen. Kad je pri jednoj toj proslavi Dana vazduhoplovstva koju je vojska ironično organizirala uz nazočnost školske djece, Ante je priopćio majoru koji je bacao bombe i letke: "Pa kako možete slaviti dan, kako vi kažete vazduhoplovstva, na onaj dan kad su masakrirana nevina djeca?". Taj pijani oficira JNA mu je odgovorio "Da sad kod sebe imam pištolj, ubio bih te kao psa." Ante Milinović je nakon tog dana imao velikih problema u Bosanskom Novom.

## Djela
Ispod granja i zvijezda (pjesme, 1958.), Zlatna noga (pjesme i lirska proza, 1977.), Moć uspomena (pjesme, 1977.), Sanjana zemlja (pjesme, 1979.), Listići iz dnevnika (lirska proza, 1979.), Sačuvana svjetlost (pjesme, 1981.), Žalopojka za Bosnom (pjesme, 1996.).